# Nekrolog 2. Quartal 1979
Nekrolog
◄◄
| ◄
| 1975
| 1976
| 1977
| 1978
| 1979 | 1980 | 1981 | 1982 | 1983 | ► | ►►
1. Quartal |
2. Quartal |
3. Quartal |
4. Quartal 1979
Weitere Ereignisse | Allgemeiner Nekrolog 1979
Die Beschreibung der verstorbenen Person sollte so kurz wie möglich gehalten sein und nur deren signifikante Tätigkeit(en) enthalten.
Neue Namen ggf. auch unter dem Geburts- und Sterbedatum, also etwa unter 1. Januar und im Geburts- und Sterbejahr (2024) eintragen (nur bei entsprechender großer Wichtigkeit). Für Beispiele siehe die schon vorhandenen Artikel.
Außerdem über die fünf zuletzt Verstorbenen, zu denen es einen ausreichend guten Artikel für eine Präsentation auf der Hauptseite gibt, nach der todesbedingten Überarbeitung der Artikel ggf. auch unter Wikipedia Diskussion:Hauptseite informieren und sie am besten auch in den anderen Wikipedia-Sprachversionen eintragen. Tipp: Regelmäßig bei news.google.de nach „ist tot“, „gestorben“ oder „verstorben“ suchen.
Wenn eine Person gestorben ist, gibt es viele Seiten zu dieser Person in der Wikipedia, die davon auch betroffen sind und entsprechend aktualisiert werden müssen. Beispiele: Namenübersichtsseite, Geburtsjahr, Geburtsort-Seiten und viele mehr.
Wie finde ich die betroffenen Seiten?
Im Suchfeld auf der linken Seite gibt man den Suchbegriff so ein: „Vorname Nachname“. Dann klickt man auf Volltext und alle Seiten mit entsprechendem Suchtext werden aufgerufen. Hier sieht man dann schnell, wo auch das Todesjahr Sinn macht oder sogar ein Teil des Artikels angepasst werden muss. Auch hilft das „Werkzeug“ auf der linken Seite sehr gut, um solche Seiten aufzufinden: „Links auf diese Seite“. Somit ist die Wikipedia wieder aktuell in allen Bereichen! Hinweis: bei Eintragung der Kategorie „Gestorben JAHR“ wird der Missbrauchsfilter 49 ausgelöst, was jedoch nicht schlimm ist. Siehe: Spezial:Missbrauchsfilter/49
Dies ist eine Liste von im zweiten Quartal 1979 verstorbenen bekannten Persönlichkeiten. Die Einträge erfolgen innerhalb der einzelnen Daten alphabetisch sortiert. Tiere sind im Nekrolog für Tiere zu finden.

## April
| Tag       | Name                                   | Beruf, bekannt als                                                                                   | Alter | Beleg |
| --------- | -------------------------------------- | --- | ----- | ----- |
| 1. April  | Mel Henke                              | US-amerikanischer Pianist, Komponist und Arrangeur im Bereich des West Coast Jazz und Easy Listening | 63    |       |
| 1. April  | Heinrich Janssen                       | deutscher Unternehmer und Politiker (DP)                                                             | 78    |       |
| 1. April  | Helge Tramsen                          | dänischer Mediziner                                                                                  | 68    |       |
| 2. April  | Frank H. Davis                         | US-amerikanischer Politiker und Treasurer von Vermont                                                | 68    |       |
| 2. April  | Richard Ettinghausen                   | deutscher Kunsthistoriker mit Forschungsgebiet Islamische Kunst                                      | 73    |       |
| 2. April  | Rudolf Graf                            | österreichischer Landwirt und Politiker, Abgeordneter zum Nationalrat                                | 68    |       |
| 2. April  | Adolf Schmid                           | deutscher Politiker (NSDAP), MdR                                                                     | 74    |       |
| 2. April  | Wenzel Weigel                          | deutscher Hochschullehrer, Professor für Philosophie                                                 | 90    |       |
| 3. April  | Alexander Andrae                       | deutscher Polizist und General der Artillerie im Zweiten Weltkrieg                                   | 90    |       |
| 3. April  | Amelia Piccinini                       | italienische Leichtathletin                                                                          | 62    |       |
| 3. April  | Erich Rademacher                       | deutscher Schwimmer                                                                                  | 77    |       |
| 3. April  | Rudolf Singer                          | österreichischer Politiker, Abgeordneter zum Nationalrat, Mitglied des Bundesrates, Bürgermeister    | 71    |       |
| 3. April  | Hellmuth Tschörtner                    | deutscher Maler und Grafiker                                                                         | 67    |       |
| 4. April  | Joseph Alcazar                         | französischer Fußballspieler                                                                         | 67    |       |
| 4. April  | Robert Allan, Baron Allan of Kilmahew  | britischer Politiker (Conservative Party), Mitglied des House of Commons                             | 64    |       |
| 4. April  | Zulfikar Ali Bhutto                    | pakistanischer Politiker                                                                             | 51    |       |
| 4. April  | Vicent Asencio i Ruano                 | spanisch-valencianischer Komponist                                                                   | 70    |       |
| 4. April  | Edgar Buchanan                         | US-amerikanischer Schauspieler                                                                       | 76    |       |
| 4. April  | Andrés Ingólfsson                      | isländischer Musiker                                                                                 | 43    |       |
| 4. April  | Gerhard Eberhard Pannenborg            | deutscher Kommunalpolitiker (NSDAP) und hauptamtlicher SS-Mitarbeiter                                | 76    |       |
| 5. April  | Karl Färber                            | deutscher Publizist und Chefredakteur                                                                | 90    |       |
| 5. April  | Paul Held                              | deutscher Chemiker                                                                                   | 45    |       |
| 5. April  | Walter Huppenkothen                    | deutscher Jurist und NS-Verbrecher                                                                   | 71    |       |
| 5. April  | Richard Oschanitzky                    | rumänischer Komponist, Dirigent, Pianist, Jazzmusiker                                                | 40    |       |
| 5. April  | Bernwarda Rodenkirch                   | deutsche Ordensschwester                                                                             | 95    |       |
| 6. April  | David Armitage Bannerman               | britischer Ornithologe                                                                               | 92    |       |
| 6. April  | Helmut Berve                           | deutscher Althistoriker                                                                              | 83    |       |
| 6. April  | Marie von Buddenbrock                  | deutsche Kunstmalerin und Illustratorin                                                              | 95    |       |
| 6. April  | Johannes Erich Heyde                   | deutscher Philosoph und Psychologe                                                                   | 86    |       |
| 6. April  | Solomon Kalushi Mahlangu               | südafrikanischer Anti-Apartheidskämpfer und Mitglied des Umkhonto we Sizwe                           | 22    |       |
| 6. April  | Norman Tokar                           | US-amerikanischer Filmregisseur und Schauspieler                                                     | 59    |       |
| 7. April  | Bruno Apitz                            | deutscher Schriftsteller                                                                             | 78    |       |
| 7. April  | Jack Boothway                          | englischer Fußballspieler und -trainer                                                               | 60    |       |
| 7. April  | Carl O. Dunbar                         | US-amerikanischer Paläontologe                                                                       | 88    |       |
| 7. April  | Amir Abbas Hoveyda                     | iranischer Politiker und Ministerpräsident des Iran                                                  | 60    |       |
| 7. April  | Erwin Jeangros                         | Schweizer Jurist und Ökonom                                                                          | 80    |       |
| 7. April  | Marcel Jouhandeau                      | französischer Autor                                                                                  | 90    |       |
| 7. April  | Theresia Mutzenbecher                  | deutsche literarische Übersetzerin                                                                   | 90    |       |
| 7. April  | Justin Popović                         | jugoslawischer Geistlicher, Theologe der Orthodoxen Kirche                                           | 85    |       |
| 7. April  | Charles W. Sawyer                      | US-amerikanischer Politiker                                                                          | 92    |       |
| 7. April  | Friedrich Schlotterbeck                | deutscher Widerstandskämpfer und Autor                                                               | 70    |       |
| 8. April  | Joseph Callens                         | belgischer Schwimmer und Wasserspringer                                                              | 75    |       |
| 8. April  | Eric Robertson Dodds                   | irischer Altphilologe                                                                                | 85    |       |
| 8. April  | Walter Peters                          | deutscher Landwirt und Politiker, MdB                                                                | 66    |       |
| 8. April  | Maurici Serrahima i Bofill             | katalanischer Schriftsteller und Politiker                                                           | 76    |       |
| 8. April  | Josef Stangl                           | deutscher Geistlicher, Bischof von Würzburg                                                          | 71    |       |
| 8. April  | Helmuth Uhrig                          | deutscher Steinmetz, Bildhauer, Maler, Glasmaler, Holzschnitzer und Mosaikkünstler                   | 72    |       |
| 9. April  | Udo Bintz                              | deutscher Verleger und Herausgeber                                                                   | 76    |       |
| 9. April  | Ole Steen Nielsen                      | dänischer Filmeditor                                                                                 | 38    |       |
| 9. April  | Erich Pietsch                          | deutscher Chemiker und Dokumentar                                                                    | 76    |       |
| 9. April  | Max Roßdeutscher                       | deutscher Bildhauer, Restaurator und Plastiker                                                       | 85    |       |
| 9. April  | John Baptist Hubert Theunissen         | niederländischer Ordensgeistlicher, Erzbischof von Blantyre                                          | 73    |       |
| 10. April | Dom Paul Benoit                        | luxemburgischer Komponist                                                                            | 85    |       |
| 10. April | Gus Clark                              | belgischer Jazz- und Unterhaltungsmusiker                                                            | 65    |       |
| 10. April | Theodor Dierksmeier                    | deutscher Architekt und Baubeamter                                                                   | 71    |       |
| 10. April | James Clement Dunn                     | US-amerikanischer Diplomat                                                                           | 88    |       |
| 10. April | Alfred von Gescher                     | preußischer Landrat und Präsident des Landesverwaltungsgerichts Münster                              | 85    |       |
| 10. April | Eugenio Miozzi                         | italienischer Ingenieur und Architekt                                                                | 89    |       |
| 10. April | Nino Rota                              | italienischer Komponist                                                                              | 67    |       |
| 10. April | Emil Rupp                              | deutscher Physiker                                                                                   | 80    |       |
| 10. April | Berta Wirthel                          | deutsche Schneiderin und Politikerin, MdL                                                            | 79    |       |
| 11. April | Mohammed Ali Akid                      | tunesischer Fußballspieler                                                                           | 29    |       |
| 11. April | Leonid Bykow                           | ukrainisch-sowjetischer Schauspieler, Filmregisseur und Drehbuchautor                                | 50    |       |
| 11. April | Abbas-Ali Chalatbari                   | iranischer Diplomat                                                                                  |       |       |
| 11. April | Thomas Dachser                         | deutscher Unternehmer                                                                                | 73    |       |
| 11. April | Arthur Horsthuis                       | niederländischer Ordensgeistlicher, römisch-katholischer Bischof von Jales in Brasilien              | 66    |       |
| 11. April | Gottfried Lessing                      | deutscher Jurist und Diplomat (DDR)                                                                  | 64    |       |
| 11. April | Nasser Moghadam                        | iranischer Politiker, Geheimdienstminister des Iran                                                  |       |       |
| 11. April | Hassan Pakravan                        | iranischer Geheimdienstminister                                                                      | 67    |       |
| 12. April | Karl Anton                             | tschechischer Filmregisseur, Drehbuchautor und Filmproduzent                                         | 80    |       |
| 12. April | Wilmot Hyde Bradley                    | US-amerikanischer Geologe                                                                            | 80    |       |
| 12. April | Sigurd Overby                          | US-amerikanischer Skisportler                                                                        | 79    |       |
| 12. April | Corinne Boyd Riley                     | US-amerikanische Politikerin                                                                         | 85    |       |
| 12. April | Munggurrawuy Yunupingu                 | australischer Künstler und Kämpfer für die Landrechte der Aborigines der Yolngu                      |       |       |
| 13. April | Thomas Cholmondeley, 4. Baron Delamere | britischer Peer und Kolonist in Britisch-Ostafrika                                                   | 78    |       |
| 13. April | Günther Henle                          | deutscher Politiker, MdB, MdEP                                                                       | 80    |       |
| 13. April | George Marton                          | ungarisch-amerikanischer Schriftsteller, Verleger, Filmagent und Filmproduzent                       | 79    |       |
| 14. April | Robert Eigenberger                     | österreichischer Kunsthistoriker, Restaurator und Maler                                              | 89    |       |
| 14. April | Hermann Faber                          | deutscher evangelischer Theologe                                                                     | 91    |       |
| 14. April | Willi Grandetzka                       | deutscher Politiker (DBD), MdV, Mitglied des Staatsrats der DDR                                      | 52    |       |
| 14. April | Rudolf Jugert                          | deutscher Filmregisseur                                                                              | 71    |       |
| 14. April | Alfred Loritz                          | deutscher Politiker (Wirtschaftliche Aufbau-Vereinigung), MdL, MdB                                   | 76    |       |
| 14. April | Harry Meyen                            | deutscher Schauspieler und Regisseur                                                                 | 54    |       |
| 14. April | Billy James Pettis                     | US-amerikanischer Mathematiker                                                                       |       |       |
| 15. April | Enno Budde                             | deutscher Jurist und Richter                                                                         | 77    |       |
| 15. April | Richard Busch                          | deutscher Jurist und Richter                                                                         | 85    |       |
| 15. April | Friedrich Wilhelm Hauck                | deutscher General der Artillerie; Militärhistoriker                                                  | 82    |       |
| 15. April | Leonard Mociulschi                     | rumänischer Generalleutnant im Zweiten Weltkrieg                                                     | 90    |       |
| 15. April | Rudi Moser                             | deutscher Röntgenologe                                                                               | 81    |       |
| 15. April | Ludwig Polsterer                       | österreichischer Zeitungsherausgeber                                                                 | 52    |       |
| 15. April | Ladislav Stanček                       | slowakischer Komponist, Chordirigent und Organist                                                    | 81    |       |
| 16. April | Maria Caniglia                         | italienische Opernsängerin (Sopran)                                                                  | 73    |       |
| 16. April | Karl-Heinz Clasen                      | deutscher Kunsthistoriker                                                                            | 85    |       |
| 16. April | Werner Groth                           | deutscher Politiker, MdHB                                                                            | 83    |       |
| 16. April | Hans Kunath                            | deutscher Politiker                                                                                  | 80    |       |
| 16. April | P. J. Wolfson                          | US-amerikanischer Drehbuchautor, Filmproduzent und Schriftsteller                                    | 75    |       |
| 17. April | Paolo Barison                          | italienischer Fußballspieler und -trainer                                                            | 42    |       |
| 17. April | Richard Podzus                         | deutscher Politiker, MdBB                                                                            | 76    |       |
| 17. April | Herbert Schaffarczyk                   | deutscher Diplomat                                                                                   | 77    |       |
| 17. April | Tsuda Yukio                            | japanischer Fußballspieler                                                                           | 61    |       |
| 18. April | Marko Alaupović                        | katholischer Geistlicher, Erzbischof von Vrhbosna                                                    | 93    |       |
| 18. April | Seán Brosnan                           | irischer Politiker (Fianna Fáil)                                                                     | 62    |       |
| 18. April | Paul Collmer                           | evangelischer Verleger und Vorsitzender des diakonischen Werkes in Württemberg                       | 72    |       |
| 18. April | Ernst Navratil                         | österreichischer Gynäkologe                                                                          | 76    |       |
| 18. April | Domingos da Costa Ribeiro              | osttimoresischer Politiker und Freiheitskämpfer                                                      |       |       |
| 18. April | Pedro Suárez                           | spanisch-argentinischer Fußballspieler                                                               | 70    |       |
| 18. April | Charles L. Sullivan                    | US-amerikanischer Politiker                                                                          | 54    |       |
| 18. April | Siegfried Unterberger                  | österreichischer HNO-Arzt                                                                            | 85    |       |
| 18. April | Marcel Wassmer                         | französischer Fußballspieler                                                                         | 30    |       |
| 19. April | Wilhelm Bittrich                       | deutscher Offizier, zuletzt SS-Obergruppenführer und General der Waffen-SS im Zweiten Weltkrieg      | 85    |       |
| 19. April | Erich Böhlke                           | deutscher Dirigent und Komponist                                                                     | 83    |       |
| 19. April | Antonio Centa                          | italienischer Schauspieler                                                                           | 71    |       |
| 19. April | Rogers Morton                          | US-amerikanischer Innen- und Handelsminister                                                         | 64    |       |
| 19. April | August Sackenheim                      | deutscher Fußballspieler und -trainer                                                                | 73    |       |
| 19. April | Zoltán Várkonyi                        | ungarischer Filmregisseur und Schauspieler                                                           | 66    |       |
| 20. April | Giuseppe Accattino                     | italienischer Filmregisseur, Drehbuchautor und Produzent                                             | 64    |       |
| 20. April | Josef Hiltl                            | deutscher Weihbischof in Regensburg                                                                  | 89    |       |
| 21. April | Franzleo Andries                       | deutscher Komponist und Musikproduzent                                                               | 66    |       |
| 21. April | Eduard Wiegand                         | deutscher Archivar und Bibliothekar                                                                  | 85    |       |
| 22. April | Amedeo Biavati                         | italienischer Fußballspieler                                                                         | 64    |       |
| 22. April | Hansgeorg Buchholtz                    | deutscher Pädagoge und Schriftsteller                                                                | 79    |       |
| 22. April | Heinrich Eberts                        | deutscher Forst- und Ministerialbeamter                                                              | 95    |       |
| 22. April | Heinrich Lampen                        | deutscher Mediziner                                                                                  | 64    |       |
| 22. April | Pjotr Nikolajewitsch Pospelow          | sowjetischer Politiker                                                                               | 80    |       |
| 23. April | Johannes Güthling                      | deutscher Oberstudiendirektor und Reformpädagoge                                                     | 75    |       |
| 23. April | Wilhelm Kiefer                         | deutscher Journalist                                                                                 | 88    |       |
| 23. April | Jerry Mengo                            | französischer Jazzmusiker, Bandleader, Arrangeur und Komponist                                       | 68    |       |
| 23. April | Franz-Lorenz von Thadden               | deutscher Politiker, MdB                                                                             | 54    |       |
| 24. April | Sabih Arca                             | türkischer Fußballspieler und -funktionär                                                            |       |       |
| 24. April | Eugen von Bonomi                       | deutscher Gymnasiallehrer und Volkskundler der Donauschwaben                                         | 70    |       |
| 24. April | John Carroll                           | US-amerikanischer Schauspieler und Sänger                                                            | 72    |       |
| 24. April | Wilhelm Keller                         | deutscher Theaterregisseur, Journalist und Übersetzer                                                | 78    |       |
| 24. April | Jan Lustig                             | deutsch-amerikanischer Drehbuchautor                                                                 | 76    |       |
| 24. April | Sven Gösta Nilsson                     | schwedischer Kernphysiker                                                                            | 52    |       |
| 24. April | Max Romih                              | italienischer Schachspieler                                                                          | 85    |       |
| 24. April | Karl Seeburger                         | österreichischer Landwirt und Politiker                                                              | 64    |       |
| 24. April | Wilhelm Stocker                        | deutscher Milchwissenschaftler, Fachlehrer und Autor                                                 | 79    |       |
| 25. April | Fritz Brändlein                        | deutscher Politiker (KPD)                                                                            | 88    |       |
| 25. April | Arthur Clark                           | britischer Leichtathlet                                                                              | 78    |       |
| 25. April | Ernst Haas                             | deutscher Jurist und Politiker, MdL                                                                  | 77    |       |
| 25. April | Robert van ’t Hoff                     | niederländischer Architekt                                                                           |       |       |
| 25. April | Leopold Ludwig                         | deutscher Dirigent                                                                                   | 71    |       |
| 26. April | Julia Bell                             | englische Humangenetikerin                                                                           | 100   |       |
| 26. April | Hanns Dustmann                         | deutscher Architekt                                                                                  | 76    |       |
| 26. April | George Isaacs                          | britischer Politiker (Labour Party), Unterhausabgeordneter und Minister                              | 95    |       |
| 26. April | Karl Schiller                          | deutscher Astronom                                                                                   | 97    |       |
| 27. April | Hanns Altmeier                         | deutscher Maler und Kunstpädagoge                                                                    | 73    |       |
| 27. April | Celal Atik                             | türkischer Ringer                                                                                    |       |       |
| 27. April | Heinrich Kunnert                       | österreichischer Bibliothekar und Archivar im Burgenland und in der Steiermark                       | 75    |       |
| 27. April | Willi Paul                             | deutscher Autor, Zeitschriften-Herausgeber, Widerstandskämpfer und Anarchosyndikalist                | 81    |       |
| 27. April | Edward R. Robinson                     | US-amerikanischer Artdirector und Szenenbildner                                                      | 85    |       |
| 27. April | Willibald Schmaus                      | deutscher und österreichischer Fußballspieler                                                        | 67    |       |
| 27. April | Gheorghe Vrânceanu                     | rumänischer Mathematiker                                                                             | 78    |       |
| 28. April | Feliks Łabuński                        | polnisch-amerikanischer Komponist, Pianist und Musikpädagoge                                         | 86    |       |
| 28. April | Eberhard Rodt                          | deutscher Offizier, zuletzt Generalleutnant im Zweiten Weltkrieg                                     | 83    |       |
| 28. April | Hans Schima                            | österreichischer Jurist                                                                              | 84    |       |
| 28. April | Willi Stech                            | deutscher Pianist, Bandleader und Komponist                                                          | 73    |       |
| 29. April | Mirza Rashid Ali Baig                  | indischer Diplomat                                                                                   | 74    |       |
| 29. April | Odilo Burkart                          | deutscher Unternehmer                                                                                | 79    |       |
| 29. April | Fred Coe                               | US-amerikanischer Film- und Fernsehproduzent, Regisseur, Drehbuchautor                               | 64    |       |
| 29. April | Muhsin Ertuğrul                        | türkischer Theater- und Filmpionier                                                                  | 87    |       |
| 29. April | Hardie Gramatky                        | US-amerikanischer Maler, Autor, Animator und Illustrator                                             | 72    |       |
| 30. April | Jaap Bulder                            | niederländischer Fußballspieler                                                                      | 82    |       |
| 30. April | Paul Wilhelm Massing                   | deutsch-US-amerikanischer Sozialwissenschaftler                                                      | 76    |       |
| 30. April | Julijan Rewaj                          | ukrainischer und tschechoslowakischer Politiker                                                      | 79    |       |
| 30. April | Hugo Scharnberg                        | deutscher Politiker, MdHB, MdB                                                                       | 85    |       |
| Mai       | Ernst Hug                              | Schweizer Eishockeyspieler und -schiedsrichter                                                       | 68    |       |

## Mai
| Tag     | Name                              | Beruf, bekannt als                                                                                              | Alter | Beleg |
| ------- | --------------------------------- | --- | ----- | ----- |
| 1. Mai  | Raymond Fol                       | französischer Jazzmusiker                                                                                       | 51    |       |
| 1. Mai  | Bronisław Gimpel                  | polnisch-amerikanischer Violinist und Hochschullehrer                                                           | 68    |       |
| 1. Mai  | Hans Hecker                       | deutscher Generalmajor im Zweiten Weltkrieg                                                                     | 84    |       |
| 1. Mai  | Wil Wladimirowitsch Lipatow       | russischer Schriftsteller                                                                                       | 52    |       |
| 1. Mai  | Taisto Mäki                       | finnischer Leichtathlet                                                                                         | 68    |       |
| 1. Mai  | Hermann Senf                      | deutscher Architekt                                                                                             | 100   |       |
| 2. Mai  | Boris Ephrussi                    | französischer Genetiker                                                                                         | 77    |       |
| 2. Mai  | Peter Anton Feldscher             | Schweizer Jurist und Diplomat                                                                                   | 90    |       |
| 2. Mai  | Ezekiel Candler Gathings          | US-amerikanischer Politiker                                                                                     | 75    |       |
| 2. Mai  | Giulio Natta                      | italienischer Chemiker                                                                                          | 76    |       |
| 3. Mai  | Augustus Bertelli                 | britischer Unternehmer, Fahrzeugdesigner, Rennmechaniker und Automobilrennfahrer                                | 89    |       |
| 3. Mai  | Marcel Florkin                    | belgischer Biochemiker und Professor an der Universität Lüttich                                                 | 78    |       |
| 3. Mai  | Morteza Motahhari                 | schiitischer Geistlicher                                                                                        | 59    |       |
| 4. Mai  | Leif Erland Andersson             | schwedischer Astronom                                                                                           | 35    |       |
| 4. Mai  | Jack Cruise                       | irischer Komiker, Entertainer und Schauspieler                                                                  | 63    |       |
| 4. Mai  | Elisabeth von Dyck                | deutsche, vermutliches Mitglied der Rote Armee Fraktion                                                         | 28    |       |
| 4. Mai  | Hans Jacob Jebsen                 | deutscher Reeder, dänischer Reeder, deutscher Unternehmer, dänischer Unternehmer                                | 57    |       |
| 4. Mai  | Leone Massimo                     | italienischer Adliger und vatikanischer Generalpostmeister                                                      | 83    |       |
| 4. Mai  | František Řezáč                   | tschechoslowakischer Radrennfahrer                                                                              | 36    |       |
| 5. Mai  | Hilda Heinemann                   | deutsche Präsidentengattin                                                                                      | 82    |       |
| 5. Mai  | Fritz Kimm                        | deutscher Grafiker und Maler                                                                                    | 89    |       |
| 5. Mai  | Eugen Löffler                     | deutscher Pädagoge und Schulpolitiker                                                                           | 96    |       |
| 5. Mai  | Fritz Mertel                      | österreichischer Orgelbauer                                                                                     | 76    |       |
| 5. Mai  | Rudolf Pfeiffer                   | deutscher Philologe                                                                                             | 89    |       |
| 6. Mai  | Milton Ager                       | US-amerikanischer Komponist                                                                                     | 85    |       |
| 6. Mai  | Élisabeth Burnod                  | Schweizer Schriftstellerin der französischsprachigen Schweiz                                                    | 62    |       |
| 6. Mai  | Johannes Laumann                  | deutscher Politiker, MdL                                                                                        | 78    |       |
| 6. Mai  | Bernard Leach                     | britischer Töpfer mit enger Beziehung zu Japan und Verfasser von Büchern zur Töpferei                           | 92    |       |
| 6. Mai  | Karl Wilhelm Reinmuth             | deutscher Astronom, der am Königstuhl Observatorium in Heidelberg tätig war                                     | 87    |       |
| 6. Mai  | Władysław Szczepaniak             | polnischer Fußballspieler                                                                                       | 68    |       |
| 7. Mai  | Øivind Bolstad                    | norwegischer Schriftsteller                                                                                     | 74    |       |
| 7. Mai  | Karl Docekal                      | niederösterreichischer Heimatforscher und Grabungstechniker                                                     | 59    |       |
| 7. Mai  | Charles Hug                       | Schweizer Maler und Buchillustrator                                                                             | 79    |       |
| 7. Mai  | Kurt Nantke                       | deutscher Maler                                                                                                 | 78    |       |
| 7. Mai  | Heinz Reinefarth                  | deutscher Jurist, SS-Offizier und Politiker (GV/BHE), MdL                                                       | 75    |       |
| 7. Mai  | Alexei Makarowitsch Smirnow       | russisch-sowjetischer Film- und Theaterschauspieler                                                             | 59    |       |
| 7. Mai  | Sven Utterström                   | schwedischer Skilangläufer                                                                                      | 77    |       |
| 8. Mai  | Julius Bauer                      | austro-amerikanischer Internist                                                                                 | 91    |       |
| 8. Mai  | Julia Codesido                    | peruanische Malerin und Professorin                                                                             | 95    |       |
| 8. Mai  | Fritz Donner                      | deutscher Internist und Homöopath                                                                               | 82    |       |
| 8. Mai  | Heinrich Engelke                  | deutscher Politiker, Oberbürgermeister von Chemnitz (1945)                                                      | 68    |       |
| 8. Mai  | Jean Itard                        | französischer Mathematikhistoriker                                                                              | 76    |       |
| 8. Mai  | Jaroslav Koch                     | tschechischer Psychologe                                                                                        | 69    |       |
| 8. Mai  | Georges Lampin                    | französischer Filmregisseur und Drehbuchautor                                                                   | 77    |       |
| 8. Mai  | Siegfried Nendel                  | deutscher Verwaltungsbeamter                                                                                    | 78    |       |
| 8. Mai  | Franz Noack                       | deutscher Politiker (KPD/SED), Widerstandskämpfer gegen das NS-Regime                                           | 78    |       |
| 8. Mai  | Karl Oettinger                    | österreichischer Kunsthistoriker                                                                                | 73    |       |
| 8. Mai  | Anna Ono                          | russisch-japanische Violinistin und Hochschullehrerin                                                           | 89    |       |
| 8. Mai  | Talcott Parsons                   | US-amerikanischer Soziologe                                                                                     | 76    |       |
| 8. Mai  | Victor Saville                    | britischer Filmregisseur, Produzent und Drehbuchautor                                                           | 83    |       |
| 9. Mai  | Wilhelm Behnke                    | deutscher Politiker (KPD, SED), MdV                                                                             | 65    |       |
| 9. Mai  | Ernst Derra                       | deutscher Mediziner, Pionier der Herzchirurgie                                                                  | 78    |       |
| 9. Mai  | Cyrus Eaton                       | kanadischer Geschäftsmann                                                                                       | 95    |       |
| 9. Mai  | Eddie Jefferson                   | US-amerikanischer Jazz-Sänger und Liedtexter                                                                    | 60    |       |
| 9. Mai  | Albert Kehr                       | deutscher Heimat- und Mundartdichter (Thüringen)                                                                | 88    |       |
| 9. Mai  | Zoltán Kelemen                    | ungarischer Sänger (Bassbariton)                                                                                | 53    |       |
| 9. Mai  | Bruce Kent                        | neuseeländischer Radrennfahrer                                                                                  | 50    |       |
| 9. Mai  | Gabriel Ramanantsoa               | madagassischer Politiker; Präsident (1972–1975); Premierminister (1972–1975)                                    | 73    |       |
| 9. Mai  | Konrad Stekl                      | österreichischer Komponist, Dirigent und Musikologe                                                             | 77    |       |
| 10. Mai | Antun Augustinčić                 | jugoslawischer Bildhauer                                                                                        | 79    |       |
| 10. Mai | István Bibó                       | ungarischer Politiker, Mitglied der Regierung Imre Nagy                                                         | 67    |       |
| 10. Mai | Hans Bjerrum                      | dänischer Hockeyspieler                                                                                         | 79    |       |
| 10. Mai | Louis Paul Boon                   | flämischer Schriftsteller und Journalist                                                                        | 67    |       |
| 10. Mai | Adam Grünbaum                     | deutsch-estländischer Jurist                                                                                    | 74    |       |
| 10. Mai | Erwin Lingk                       | deutscher Politiker, MdL                                                                                        | 58    |       |
| 10. Mai | Ita Rina                          | jugoslawische Schauspielerin                                                                                    | 71    |       |
| 11. Mai | Alfred M. Bloch                   | deutsch-britischer Ingenieur                                                                                    |       |       |
| 11. Mai | Joan Chandler                     | US-amerikanische Schauspielerin                                                                                 | 55    |       |
| 11. Mai | Felix von Eckardt                 | deutscher Politiker, MdB                                                                                        | 75    |       |
| 11. Mai | Lester Flatt                      | US-amerikanischer Country-Sänger und Gitarrist                                                                  | 64    |       |
| 11. Mai | Albrecht Gaiswinkler              | österreichischer Beamter und Politiker (SDAP, SPÖ), Widerstandskämpfer gegen den Nationalsozialismus, Abgeor... | 73    |       |
| 11. Mai | Barbara Hutton                    | US-amerikanische Millionärin, Erbin von Frank Winfield Woolworth (Gründer der Kaufhauskette Woolworth)          | 66    |       |
| 11. Mai | Bernard Kettlewell                | britischer Insektenkundler, Arzt und Genetiker                                                                  | 72    |       |
| 11. Mai | Josef Petrak                      | österreichischer Liedtexter und Komponist                                                                       | 71    |       |
| 11. Mai | Egon von Schlippenbach            | deutscher Militär, U-Boot-Kommandant im Zweiten Weltkrieg und Offizier der Bundesmarine                         | 65    |       |
| 12. Mai | Pierre Brunet                     | französischer Ruderer                                                                                           | 71    |       |
| 12. Mai | Rosario María Gutiérrez Eskildsen | mexikanisch-dänische Romanistin, Hispanistin und Pädagogin                                                      | 80    |       |
| 12. Mai | Olga Schwind                      | deutsche Musikerin und Pionierin der Historischen Aufführungspraxis                                             | 92    |       |
| 13. Mai | Ernst Feßler                      | deutscher Volkswirt                                                                                             | 70    |       |
| 13. Mai | Wilhelm van Nes                   | deutscher Flugzeugkonstrukteur                                                                                  | 78    |       |
| 13. Mai | Paul Pedak                        | deutscher Maler und Grafiker                                                                                    | 45    |       |
| 13. Mai | Antoinette Quinche                | Schweizer Frauenrechtlerin und Politikerin                                                                      | 83    |       |
| 13. Mai | Ruedi Schatz                      | Schweizer Politiker, Bankier und Bergsteiger                                                                    | 54    |       |
| 14. Mai | Josef Kitzmüller                  | österreichischer Fußballspieler                                                                                 | 66    |       |
| 14. Mai | Jean Rhys                         | dominicanische Schriftstellerin                                                                                 |       |       |
| 15. Mai | Otto Doppelfeld                   | deutscher prähistorischer und provinzialrömischer Archäologe                                                    | 72    |       |
| 15. Mai | Konrad Duden                      | deutscher Jurist und Hochschullehrer                                                                            | 71    |       |
| 15. Mai | John Conrad Jaeger                | australischer angewandter Mathematiker und Geophysiker                                                          | 71    |       |
| 15. Mai | Elemér Somfay                     | ungarischer Leichtathlet und Moderner Fünfkämpfer                                                               | 80    |       |
| 15. Mai | Leif Størmer                      | norwegischer Geologe und Paläontologe                                                                           | 73    |       |
| 15. Mai | Eduard Zak                        | österreichischer Schriftsteller                                                                                 | 72    |       |
| 16. Mai | Helene Dolberg                    | deutsche Malerin                                                                                                | 97    |       |
| 16. Mai | Robert Florey                     | französisch-US-amerikanischer Regisseur, Drehbuchautor und Schauspieler                                         | 78    |       |
| 16. Mai | Jiří Hendrych                     | tschechoslowakischer Politiker                                                                                  | 65    |       |
| 16. mai | René Hournon                      | französischer Radrennfahrer                                                                                     | 73    |       |
| 16. Mai | Alfred Leithäuser                 | deutscher Maler und Zeichner                                                                                    | 80    |       |
| 16. Mai | Roy Montrell                      | amerikanischer Rhythm-and-Blues-Gitarrist                                                                       | 51    |       |
| 16. Mai | Max Niederbacher                  | deutscher Fußballspieler                                                                                        | 79    |       |
| 16. Mai | Asa Philip Randolph               | US-amerikanischer Sozialist, Arbeiter- und Bürgerrechtler                                                       | 90    |       |
| 16. Mai | Walter Schoeller                  | Schweizer Unternehmer sowie Hochleistungssportler und Sportfunktionär                                           | 90    |       |
| 16. Mai | Herbert Straehler                 | deutscher Vizeadmiral                                                                                           | 92    |       |
| 16. Mai | Hermann Weiß                      | österreichischer Eishockeyspieler                                                                               | 70    |       |
| 17. Mai | Eduard Feneberg                   | deutscher Leichtathlet                                                                                          | 47    |       |
| 17. Mai | Jerzy Kotowski                    | polnischer Kameramann und Regisseur von Animationsfilmen                                                        | 53    |       |
| 18. Mai | Mukasch Abdrajew                  | sowjetischer Komponist und Musikpädagoge kirgisischer Abstammung                                                | 59    |       |
| 18. Mai | Vernon Brown                      | US-amerikanischer Jazz-Posaunist                                                                                | 72    |       |
| 18. Mai | Max Gertsch                       | Schweizer Jurist und Schriftsteller                                                                             | 86    |       |
| 18. Mai | Helmut Anthony Hatzfeld           | deutsch-amerikanischer Romanist                                                                                 | 86    |       |
| 18. Mai | Wolodymyr Iwasjuk                 | ukrainischer Komponist, Sänger, Dichter und Begründer der ukrainischen Popmusik                                 | 30    |       |
| 18. Mai | Ruby Raksin                       | US-amerikanischer Filmkomponist und Orchesterleiter                                                             | 61    |       |
| 18. Mai | Karl E. Schedl                    | österreichischer Zoologe und Forstwissenschaftler                                                               | 81    |       |
| 18. Mai | Paul Southwell                    | Ministerpräsident von St. Kitts und Nevis                                                                       | 65    |       |
| 18. Mai | Trude Waehner                     | österreichische Malerin                                                                                         | 78    |       |
| 19. Mai | Sami Gabra                        | ägyptischer Ägyptologe                                                                                          | 87    |       |
| 19. Mai | Karl Hartl                        | österreichischer Politiker, Diplomat und Schriftsteller                                                         | 69    |       |
| 19. Mai | Sigfrid Lundberg                  | schwedischer Radrennfahrer                                                                                      | 84    |       |
| 19. Mai | Peter-Heinz Seraphim              | deutscher Nationalökonom und Ostexperte im Nationalsozialismus                                                  | 76    |       |
| 19. Mai | Václav Vydra                      | tschechischer Schauspieler und Theaterregisseur                                                                 | 76    |       |
| 20. Mai | Friedrich Blume                   | deutscher Politiker, MdB                                                                                        | 77    |       |
| 20. Mai | Daniel Lehu                       | französischer Schwimmer                                                                                         | 83    |       |
| 21. Mai | Willy Berking                     | deutscher Orchesterleiter, Posaunist und Komponist                                                              | 68    |       |
| 21. Mai | Ingo Lang von Langen              | deutscher Verwaltungsjurist und Kommunalbeamter                                                                 | 83    |       |
| 21. Mai | Blue Mitchell                     | amerikanischer Jazzmusiker                                                                                      | 49    |       |
| 21. Mai | Wilhelm Schönhuber                | deutscher Jurist und Politiker (BP, FDP), MdL                                                                   | 77    |       |
| 21. Mai | Arthur D. Simons                  | US-amerikanischer Offizier                                                                                      | 60    |       |
| 22. Mai | Carlo Angeleri                    | italienischer römisch-katholischer Geistlicher und Weihbischof in Tortona                                       | 85    |       |
| 22. Mai | Fritz Bernuth                     | deutscher Bildhauer und Porzellandesigner                                                                       | 75    |       |
| 22. Mai | Richard Bertram                   | deutscher Reedereikaufmann und Direktor vom Norddeutschen Lloyd                                                 | 75    |       |
| 22. Mai | Klaus Dohrn                       | deutscher Publizist                                                                                             | 69    |       |
| 22. Mai | Otto Hild Ehrlich                 | austroamerikanischer Wirtschaftswissenschaftler                                                                 | 86    |       |
| 22. Mai | Henri Guissou                     | burkinischer Beamter, Diplomat und Politiker, Mitglied der Nationalversammlung (Frankreich)                     | 68    |       |
| 22. Mai | Kurt Jooss                        | deutscher Tänzer, Choreograf und Tanzpädagoge                                                                   | 78    |       |
| 22. Mai | Heinrich Löffelhardt              | deutscher Designer                                                                                              | 77    |       |
| 22. Mai | Eduard Rosenbaum                  | deutscher Wirtschaftswissenschaftler und Bibliotheksdirektor                                                    | 91    |       |
| 23. Mai | Rolf Böhlig                       | deutscher Freilichtmaler                                                                                        | 75    |       |
| 23. Mai | Maurice Clavel                    | französischer Schriftsteller, Journalist und Philosoph                                                          | 58    |       |
| 23. Mai | Hub van Doorne                    | niederländischer Unternehmer und Erfinder der Variomatic                                                        | 79    |       |
| 23. Mai | Ida Kapp                          | deutsche Klassische Philologin                                                                                  | 94    |       |
| 23. Mai | Romualdas Murauskas               | sowjetischer Boxer                                                                                              | 44    |       |
| 23. Mai | Meta Rötting                      | deutsche Hausangestellte und Schneiderin                                                                        | 84    |       |
| 24. Mai | Jan Arvan                         | US-amerikanischer Schauspieler                                                                                  | 66    |       |
| 24. Mai | Francisco Casabona                | brasilianischer Komponist                                                                                       | 84    |       |
| 24. Mai | Albert W. Cretella                | US-amerikanischer Politiker                                                                                     | 82    |       |
| 24. Mai | Marvin Duchow                     | kanadischer Komponist, Musikwissenschaftler und -pädagoge                                                       | 64    |       |
| 24. Mai | Rustam Effendi                    | indonesischer Dichter                                                                                           | 76    |       |
| 24. Mai | Gerda Krüger                      | deutsche Historikerin, Bibliothekarin und Rechtswissenschaftlerin                                               | 79    |       |
| 24. Mai | Bernhard Ludwig von Mutius        | deutscher Jurist                                                                                                | 66    |       |
| 24. Mai | Robert Pfeffer                    | deutscher Journalist und Nahost-Experte                                                                         | 38    |       |
| 24. Mai | Germán Pomares                    | nicaraguanischer Revolutionär und Mitbegründer des Nationalen Direktoriums der Frente Sandinista de Liberaci... | 41    |       |
| 24. Mai | Hans Rommel                       | deutscher Oberstudienrat, Stadt- und Kreisarchivar und Gründer der „Freudenstädter Heimatblätter“               | 89    |       |
| 25. Mai | Willi Eggers                      | deutscher Autor plattdeutscher Erzählungen und Gedichte                                                         | 68    |       |
| 25. Mai | Friedrich Metzler                 | deutscher Komponist                                                                                             | 69    |       |
| 25. Mai | Hans-Ullrich Sandig               | deutscher Astronom                                                                                              | 69    |       |
| 25. Mai | John Arthur Spenkelink            | US-amerikanischer Mörder                                                                                        | 30    |       |
| 25. Mai | Georg Steinbacher                 | deutscher Ornithologe und Zoodirektor                                                                           | 68    |       |
| 26. Mai | George Brent                      | irisch-US-amerikanischer Filmschauspieler                                                                       | 75    |       |
| 26. Mai | Eckart Heinze                     | deutscher Journalist und Schriftsteller                                                                         | 57    |       |
| 26. Mai | Georg Stierle                     | deutscher Politiker, MdB                                                                                        | 81    |       |
| 27. Mai | Margot Benary-Isbert              | deutsche Autorin                                                                                                | 89    |       |
| 27. Mai | Ahmed Ould Bouceif                | mauretanischer Politiker                                                                                        |       |       |
| 27. Mai | Erich Otto Kühn                   | deutscher, evangelischer Pfarrer, Gründer der Neckarauer Liebeswerke und Schulgründer                           | 76    |       |
| 27. Mai | Hans Ruffing                      | deutscher Politiker (CVP), MdL                                                                                  | 82    |       |
| 27. Mai | Hans Stimmer                      | deutscher Landwirt und Politiker (BVP), MdR                                                                     | 87    |       |
| 27. Mai | Willard H. Turner                 | US-amerikanischer Filmtechniker                                                                                 | 75    |       |
| 27. Mai | Julian Vasey                      | britischer Skirennläufer                                                                                        | 29    |       |
| 28. Mai | Siegfried Czerny                  | deutscher Maler                                                                                                 | 90    |       |
| 28. Mai | Frank Fredrickson                 | kanadischer Eishockeyspieler                                                                                    | 83    |       |
| 28. Mai | Henry Johansson                   | schwedischer Eishockeyspieler                                                                                   | 81    |       |
| 28. Mai | Max von Moos                      | Schweizer Kunstmaler                                                                                            | 75    |       |
| 28. Mai | Consuelo de Saint-Exupéry         | salvadorianische Künstlerin, Autorin und Muse                                                                   | 78    |       |
| 28. Mai | László Schäffer                   | ungarischer Kameramann                                                                                          | 85    |       |
| 28. Mai | Tom Steele                        | schottischer Politiker                                                                                          | 73    |       |
| 29. Mai | Gerhard Freund                    | österreichischer Schauspieler, Operettenbuffo, Journalist und Kulturmanager                                     | 53    |       |
| 29. Mai | Eddie Imazu                       | US-amerikanischer Szenenbildner und Art Director japanischer Abstammung                                         | 81    |       |
| 29. Mai | Mary Pickford                     | US-amerikanische Schauspielerin der Stumm- und frühen Tonfilmzeit                                               | 87    |       |
| 29. Mai | Frank Sandon                      | britischer Schwimmer                                                                                            | 88    |       |
| 30. Mai | Franz Mörl                        | deutscher Chirurg und Hochschullehrer                                                                           | 79    |       |
| 30. Mai | Jack Raine                        | englischer Theater-, Fernseh- und Filmschauspieler                                                              | 82    |       |
| 31. Mai | Gebhard Amann                     | österreichischer Politiker (CS, ÖVP), Landtagsabgeordneter                                                      | 80    |       |
| 31. Mai | Hans Hermann Wilhelm Baas         | deutscher Politiker                                                                                             | 77    |       |
| 31. Mai | Berthold Brügge                   | deutscher Hörfunkautor                                                                                          | 69    |       |
| 31. Mai | Heinrich Fomferra                 | deutscher Polizist                                                                                              | 83    |       |
| 31. Mai | Neil H. Jacoby                    | US-amerikanischer Ökonom                                                                                        | 69    |       |
| 31. Mai | Walter Koch                       | deutscher Bildhauer                                                                                             | 68    |       |
| 31. Mai | Helmut Schiemann                  | deutscher Regisseur und Drehbuchautor der DEFA                                                                  | 49    |       |
| 31. Mai | John Wilcox                       | britischer Kameramann                                                                                           | 66    |       |
| Mai     | Charles Bradley                   | US-amerikanischer Psychiater                                                                                    | 76    |       |

## Juni
| Tag      | Name                                      | Beruf, bekannt als                                                                                       | Alter | Beleg |
| -------- | ----------------------------------------- | --- | ----- | ----- |
| 1. Juni  | Jonathan Barry                            | britischer Filmarchitekt                                                                                 | 43    |       |
| 1. Juni  | Ernst Brunner                             | Schweizer Fotograf und Bauernhausforscher                                                                | 77    |       |
| 1. Juni  | Roy Courlander                            | neuseeländischer Deserteur und Mitglied der Waffen-SS                                                    | 64    |       |
| 1. Juni  | Werner Forßmann                           | deutscher Mediziner                                                                                      | 74    |       |
| 1. Juni  | Ján Kadár                                 | slowakischer Filmregisseur                                                                               | 61    |       |
| 1. Juni  | Alois Marx                                | deutscher Politiker, MdL                                                                                 | 78    |       |
| 1. Juni  | Eberhard Menzel                           | deutscher Staats- und Völkerrechtler                                                                     | 68    |       |
| 1. Juni  | Jack Mulhall                              | US-amerikanischer Schauspieler                                                                           | 91    |       |
| 1. Juni  | Christian Friedrich Rautenberg            | deutscher Maler und Zeichner                                                                             | 72    |       |
| 1. Juni  | Hans Wolff                                | deutscher Drehbuchautor, Filmeditor, Herstellungsleiter, Schauspieler und Filmregisseur                  | 67    |       |
| 2. Juni  | Erich Blach                               | deutscher Schriftsteller                                                                                 | 72    |       |
| 2. Juni  | Alfred Bonnemann                          | deutscher Forstwissenschaftler                                                                           | 75    |       |
| 2. Juni  | Robert Carson                             | kanadischer Schauspieler                                                                                 | 69    |       |
| 2. Juni  | Hermine Fiala                             | österreichische Abgeordnete, Landtagsabgeordnete                                                         | 48    |       |
| 2. Juni  | Leonard W. Hall                           | US-amerikanischer Politiker                                                                              | 78    |       |
| 2. Juni  | Jim Hutton                                | US-amerikanischer Film- und Fernsehschauspieler                                                          | 45    |       |
| 2. Juni  | Oda Takeo                                 | japanischer Schriftsteller                                                                               | 78    |       |
| 2. Juni  | Manuel Visuvasam                          | indischer Geistlicher, Bischof von Coimbatore                                                            | 62    |       |
| 3. Juni  | Gustav Hacker                             | deutscher Landwirt und Politiker (BdL, SdP, NSDAP, GB/BHE, GDP, GDP/BHE), MdL, hessischer Staatsminister | 78    |       |
| 3. Juni  | Otto Mecheels                             | deutscher Chemiker und Hochschullehrer                                                                   |       |       |
| 3. Juni  | Arno Schmidt                              | deutscher Schriftsteller und Übersetzer                                                                  | 65    |       |
| 3. Juni  | Rudolf Schwaiger                          | österreichischer Bildhauer                                                                               | 55    |       |
| 3. Juni  | Roman Suszko                              | polnischer Mathematiker und Logiker                                                                      | 59    |       |
| 4. Juni  | William G. Bray                           | US-amerikanischer Politiker                                                                              | 75    |       |
| 4. Juni  | Robert Doutrebente                        | französischer Militärpilot und Automobilrennfahrer                                                       | 85    |       |
| 4. Juni  | Sigrid Fick                               | schwedische Tennisspielerin                                                                              | 92    |       |
| 4. Juni  | James Hamilton, 4. Duke of Abercorn       | britischer Adliger                                                                                       | 75    |       |
| 4. Juni  | Eric Johansson                            | deutsch-schwedischer Grafiker und Maler                                                                  | 83    |       |
| 4. Juni  | Alfred Korach                             | deutsch-amerikanischer Arzt im Öffentlichen Gesundheitsdienst                                            | 85    |       |
| 4. Juni  | Felix Langer                              | österreichischer Schriftsteller                                                                          | 89    |       |
| 4. Juni  | Torkil Lauritzen                          | dänischer Schauspieler                                                                                   | 77    |       |
| 4. Juni  | Florian Loewenau                          | deutscher Ordensgeistlicher, Bischof und Prälat von Óbidos                                               | 67    |       |
| 4. Juni  | Albert Luisier                            | Schweizer Agronom                                                                                        | 86    |       |
| 4. Juni  | Seamus O’Donovan                          | irischer Revolutionär                                                                                    | 83    |       |
| 4. Juni  | Herman Shumlin                            | US-amerikanischer Theaterproduzent, Theaterregisseur und Filmproduzent                                   | 80    |       |
| 4. Juni  | Anton Weber                               | deutscher Filmarchitekt, Regisseur und Künstler                                                          | 74    |       |
| 5. Juni  | Karina Bell                               | dänische Schauspielerin bei Bühne und Film                                                               | 80    |       |
| 5. Juni  | Heinz Erhardt                             | deutscher Komiker, Musiker, Entertainer, Schauspieler, Dichter                                           | 70    |       |
| 5. Juni  | Willy Flößner                             | deutscher Botaniker (Florist)                                                                            | 80    |       |
| 5. Juni  | Alfred Lobinger                           | deutscher Spediteur und Kommunalpolitiker (CSU)                                                          | 85    |       |
| 5. Juni  | Francis Peabody Magoun                    | US-amerikanischer Hochschullehrer, Professor für Literatur                                               | 84    |       |
| 5. Juni  | Bruno Mätzchen                            | deutscher Politiker (KPD/SED)                                                                            | 77    |       |
| 5. Juni  | Rusty McDonald                            | US-amerikanischer Country-Musiker                                                                        | 57    |       |
| 5. Juni  | Heinz Otterson                            | deutscher Maler, Zeichner, Bildhauer und Filmemacher                                                     | 50    |       |
| 5. Juni  | Eberhard Päßler                           | deutscher Ingenieur, Erfinder, Firmeninhaber                                                             | 60    |       |
| 5. Juni  | Gustavo Re                                | italienischer Schauspieler                                                                               | 70    |       |
| 5. Juni  | Armando Rodrigues de Sá                   | portugiesischer Gastarbeiter                                                                             | 53    |       |
| 5. Juni  | Hermann Schlosser                         | deutscher Vorstandsvorsitzender der Degussa                                                              | 89    |       |
| 5. Juni  | Heinrich Schulz                           | deutscher Attentäter, Beteiligter am Attentat auf Matthias Erzberger                                     | 85    |       |
| 6. Juni  | André Beaudin                             | französischer Maler, Zeichner, Grafiker und Bildhauer                                                    | 84    |       |
| 6. Juni  | Edgar Engelhard                           | deutscher Politiker, MdHB, Senator                                                                       | 62    |       |
| 6. Juni  | Jack Haley                                | US-amerikanischer Schauspieler                                                                           | 80    |       |
| 6. Juni  | Willy Mirtschin                           | deutscher Politiker (KPD, SED) und Militär                                                               | 66    |       |
| 6. Juni  | Konrad Müller                             | deutscher Kirchenjurist und Bildungspolitiker                                                            | 67    |       |
| 6. Juni  | Kazimierz Opaliński                       | polnischer Schauspieler und Theaterregisseur                                                             | 89    |       |
| 6. Juni  | José Reyes                                | französischer Flamencosänger                                                                             |       |       |
| 6. Juni  | Rudolf Till                               | deutscher Altphilologe                                                                                   | 68    |       |
| 6. Juni  | Erwin Trippel                             | deutscher Verwaltungsjurist und Landrat                                                                  | 73    |       |
| 7. Juni  | Forrest Carter                            | US-amerikanischer Redenschreiber und Buchautor                                                           | 53    |       |
| 7. Juni  | Fritz Croner                              | deutsch-schwedischer Soziologe                                                                           | 83    |       |
| 7. Juni  | Carl Alexander Eckloff                    | deutscher Diplomat, Handelsrat der DDR                                                                   | 72    |       |
| 7. Juni  | Hans Kadelbach                            | deutscher Segelsportler                                                                                  | 78    |       |
| 7. Juni  | Alfred Kraus                              | deutscher Chemiker und Autor                                                                             | 80    |       |
| 7. Juni  | Karl Krömmelbein                          | deutscher Geologe                                                                                        | 59    |       |
| 7. Juni  | Alexei Iwanowitsch Markuschewitsch        | sowjetischer Mathematiker und Mathematikhistoriker                                                       | 71    |       |
| 7. Juni  | Alton Redd                                | US-amerikanischer Jazzmusiker                                                                            | 74    |       |
| 8. Juni  | Reinhard Gehlen                           | deutscher Nachrichtendienstler, Generalmajor der Wehrmacht und Präsident des Bundesnachrichtendienstes   | 77    |       |
| 8. Juni  | Norman Hartnell                           | britischer Modeschöpfer                                                                                  | 77    |       |
| 08. Juni | Magnar Isaksen                            | norwegischer Fußballspieler                                                                              | 68    |       |
| 8. Juni  | D. P. O’Connell                           | neuseeländischer Jurist und Chichele-Professor für internationales Recht in Oxford                       | 54    |       |
| 8. Juni  | Hugo Sieker                               | deutscher Journalist, Schriftsteller und Publizist                                                       | 76    |       |
| 8. Juni  | August Spicher                            | Schweizer Geologe und Redakteur                                                                          | 64    |       |
| 9. Juni  | Maria Chmurkowska                         | polnische Schauspielerin                                                                                 | 78    |       |
| 9. Juni  | Axel Iwanowitsch Berg                     | russischer Wissenschaftler und Marineoffizier                                                            | 85    |       |
| 9. Juni  | Walter Geisler                            | deutscher Opernsänger (Heldentenor)                                                                      |       |       |
| 9. Juni  | Franz Lemmens                             | deutscher Notar und Politiker                                                                            | 73    |       |
| 9. Juni  | Ara Masahito                              | japanischer Literaturwissenschaftler und -kritiker                                                       | 66    |       |
| 9. Juni  | John Morris, Baron Morris of Borth-y-Gest | britischer Jurist                                                                                        | 82    |       |
| 10. Juni | Hans Burren                               | Schweizer Politiker (BGB)                                                                                | 63    |       |
| 10. Juni | Rupert Croft-Cooke                        | britischer Schriftsteller                                                                                | 75    |       |
| 10. Juni | Henry Ginsberg                            | US-amerikanischer Filmproduzent                                                                          | 82    |       |
| 10. Juni | Werner Hessenland                         | deutscher Schauspieler                                                                                   | 70    |       |
| 10. Juni | Sinaida Grigorjewna Iwanowa               | russische bzw. sowjetische Bildhauerin und Hochschullehrerin                                             | 81    |       |
| 10. Juni | Joaquim Paço d’Arcos                      | portugiesischer Schriftsteller                                                                           | 70    |       |
| 10. Juni | Anton Rosen                               | deutscher Lehrer und Heimatforscher                                                                      | 87    |       |
| 10. Juni | Werner von Schmieden                      | deutscher Diplomat                                                                                       | 86    |       |
| 10. Juni | Sherman Todd                              | US-amerikanischer Filmeditor                                                                             | 75    |       |
| 11. Juni | Jean-Louis Bory                           | französischer Schriftsteller und Filmkritiker                                                            | 59    |       |
| 11. Juni | Nora Collyer                              | kanadische Malerin                                                                                       | 81    |       |
| 11. Juni | Alice Dalgliesh                           | US-amerikanische Kinderbuchautorin                                                                       | 85    |       |
| 11. Juni | Alfred von Martin                         | deutscher Soziologe                                                                                      | 96    |       |
| 11. Juni | Loren Murchison                           | US-amerikanischer Leichtathlet                                                                           | 80    |       |
| 11. Juni | Nakajima Kenzō                            | japanischer Literaturkritiker und Übersetzer                                                             | 76    |       |
| 11. Juni | John Wayne                                | US-amerikanischer Schauspieler                                                                           | 72    |       |
| 11. Juni | Walter Weber                              | deutscher Diplomat                                                                                       | 80    |       |
| 12. Juni | Henry Berman                              | US-amerikanischer Filmeditor                                                                             | 65    |       |
| 12. Juni | Sven Axel Hoflund                         | schwedischer Veterinärmediziner                                                                          | 72    |       |
| 12. Juni | Walter Jonas                              | Schweizer Maler                                                                                          | 69    |       |
| 12. Juni | Friedrich Kühn                            | deutscher Politiker, MdB                                                                                 | 71    |       |
| 12. Juni | Felix von Lepel                           | deutscher Musikkritiker, -historiker und -schriftsteller                                                 | 79    |       |
| 12. Juni | Ferenc Nagy                               | ungarischer Politiker, Mitglied des Parlaments und Ministerpräsident (1946–1947)                         | 75    |       |
| 12. Juni | Herbert Paulsen                           | deutscher Widerstandskämpfer, Polizist und Sportfunktionär                                               | 78    |       |
| 12. Juni | Hans Richarts                             | deutscher Landwirt und Politiker, MdB, MdEP                                                              | 68    |       |
| 13. Juni | Darla Hood                                | US-amerikanische Filmschauspielerin und Synchronsprecherin                                               | 47    |       |
| 13. Juni | Anatoli Wassiljewitsch Kusnezow           | russischer Schriftsteller                                                                                | 49    |       |
| 13. Juni | Wilhelm Anhalt                            | deutscher Seeoffizier und Politiker (CDU)                                                                | 62    |       |
| 13. Juni | Paolo LiCastri                            | US-amerikanischer Mafioso                                                                                | 44    |       |
| 13. Juni | Demetrio Stratos                          | griechischer Dichter und Musiker                                                                         | 34    |       |
| 13. Juni | Sunshine Sue                              | US-amerikanische Country-Musikern und Radiomoderatorin                                                   | 63    |       |
| 13. Juni | Ludwig Weisbecker                         | deutscher Hochschullehrer, Professor für Innere Medizin, Rektor der Universität zu Kiel                  | 64    |       |
| 14. Juni | Igor Sacharowitsch Bondarewski            | sowjetischer Schachspieler                                                                               | 66    |       |
| 14. Juni | David Butler                              | US-amerikanischer Filmregisseur, Schauspieler, Drehbuchautor und Filmproduzent                           | 84    |       |
| 14. Juni | Maria Englstorfer                         | österreichische Schauspielerin                                                                           |       |       |
| 14. Juni | Ahmad Zahir                               | afghanischer Sänger                                                                                      | 33    |       |
| 15. Juni | Juan Pedro Arremón                        | uruguayischer Fußballspieler                                                                             | 80    |       |
| 15. Juni | Laurie Bird                               | US-amerikanische Schauspielerin und Fotografin                                                           | 25    |       |
| 15. Juni | James Gibbons                             | US-amerikanischer Spezialeffektkünstler                                                                  | 85    |       |
| 15. Juni | Werner Kaegi                              | Schweizer Historiker                                                                                     | 78    |       |
| 15. Juni | Ernst Meister                             | deutscher Schriftsteller                                                                                 | 67    |       |
| 15. Juni | Nakamura Teruo                            | japanischer Soldat                                                                                       | 59    |       |
| 16. Juni | Ignatius Kutu Acheampong                  | ghanaischer Politiker, Staatschef von Ghana                                                              | 47    |       |
| 16. Juni | Akwasi Afrifa                             | ghanaischer Staatschef                                                                                   | 43    |       |
| 16. Juni | Ayhan Işık                                | türkischer Schauspieler                                                                                  | 50    |       |
| 16. Juni | Luise Peter                               | deutsche Politikerin, MdB                                                                                | 72    |       |
| 16. Juni | Nicholas Ray                              | US-amerikanischer Filmregisseur und Schauspieler                                                         | 67    |       |
| 16. Juni | Telma Reca                                | argentinische Medizinerin, Psychiaterin und Hochschullehrerin                                            | 75    |       |
| 16. Juni | Arturo Serrano Plaja                      | spanischer Dichter, Romanist und Hispanist in den USA                                                    |       |       |
| 16. Juni | Johanna Spangenberg                       | deutsche Politikerin, MdL                                                                                | 84    |       |
| 16. Juni | Ben Weber                                 | US-amerikanischer Komponist ernster Musik                                                                | 62    |       |
| 16. Juni | Liselotte Welskopf-Henrich                | deutsche Schriftstellerin und Althistorikerin                                                            | 77    |       |
| 17. Juni | Josef Giesen                              | deutscher Künstler und Kunsthistoriker                                                                   | 79    |       |
| 17. Juni | Philipp Gräf                              | deutscher Kommunalpolitiker                                                                              | 77    |       |
| 17. Juni | Vigo Meulengracht Madsen                  | dänischer Turner                                                                                         | 89    |       |
| 17. Juni | Jacques Rastoin                           | französischer Politiker                                                                                  | 79    |       |
| 17. Juni | Leverett Saltonstall                      | US-amerikanischer Politiker                                                                              | 86    |       |
| 18. Juni | Nikola Bonew                              | bulgarischer Astronom                                                                                    | 81    |       |
| 18. Juni | Gösta Brodin                              | schwedischer Segler                                                                                      | 71    |       |
| 18. Juni | Sigmund Graff                             | deutscher Schriftsteller und Dramatiker                                                                  | 81    |       |
| 18. Juni | Otto Mühlbock                             | deutsch-niederländischer Krebsforscher und Endokrinologe                                                 | 73    |       |
| 18. Juni | Harry Rauch                               | US-amerikanischer Mathematiker                                                                           | 53    |       |
| 19. Juni | Walter Elze                               | deutscher Historiker                                                                                     | 87    |       |
| 19. Juni | Nick Grinde                               | US-amerikanischer Drehbuchautor und Filmregisseur                                                        | 86    |       |
| 19. Juni | Dieter Ohly                               | deutscher Klassischer Archäologe                                                                         | 67    |       |
| 19. Juni | László Passuth                            | ungarischer Schriftsteller                                                                               | 78    |       |
| 19. Juni | Hans Putz junior                          | deutscher Schauspieler                                                                                   | 17    |       |
| 19. Juni | Iwan Stranski                             | deutscher Physikochemiker                                                                                | 82    |       |
| 19. Juni | Hans Windeck                              | deutscher Offizier, zuletzt Generalleutnant im Zweiten Weltkrieg                                         | 91    |       |
| 20. Juni | Raimundo Lida                             | argentinischer und US-amerikanischer Romanist und Hispanist galizischer Herkunft                         | 70    |       |
| 20. Juni | Karl Retzlaw                              | deutscher sozialistischer Politiker und Publizist                                                        | 83    |       |
| 20. Juni | Franz Sauerwald                           | deutscher Chemiker (Physikalische Chemie, Metallurgie)                                                   | 85    |       |
| 20. Juni | Aenne Willkomm                            | deutsche Kostümbildnerin                                                                                 | 77    |       |
| 20. Juni | Yisrael Yeshayahu-Sharabi                 | israelischer Politiker                                                                                   | 71    |       |
| 21. Juni | József Andor Krenner                      | ungarischer Botaniker, Mykologe, Entomologe und Parasitologe                                             | 78    |       |
| 21. Juni | Angus MacLise                             | US-amerikanischer Schlagzeuger                                                                           | 41    |       |
| 21. Juni | Maria Marschall-Solbrig                   | deutsche Lyrikerin, Kommunalpolitikerin und Bibliothekarin, Gegnerin des NS-Regimes                      | 81    |       |
| 21. Juni | Franz Pfeiffer                            | deutscher Verwaltungsjurist, Regierungspräsident der Pfalz                                               | 78    |       |
| 22. Juni | Hermann Brellochs                         | deutscher Bildhauer                                                                                      | 79    |       |
| 22. Juni | Louis Chiron                              | monegassischer Automobilrennfahrer                                                                       | 79    |       |
| 22. Juni | Pee Wee Hunt                              | US-amerikanischer Dixieland Jazz-Posaunist, Sänger und Bandleader                                        | 72    |       |
| 22. Juni | Wiard Ihnen                               | US-amerikanischer Artdirector und Szenenbildner                                                          | 81    |       |
| 22. Juni | Ulrich Melchinger                         | deutscher Opernregisseur                                                                                 | 42    |       |
| 22. Juni | Berthold Müller-Oerlinghausen             | deutscher Bildhauer                                                                                      | 86    |       |
| 22. Juni | Emory Parnell                             | US-amerikanischer Schauspieler                                                                           | 86    |       |
| 22. Juni | Karl Pilss                                | österreichischer Pianist und Komponist                                                                   | 77    |       |
| 22. Juni | Lois Schiferl                             | österreichischer Heimatdichter und Autor                                                                 | 72    |       |
| 22. Juni | Hope Summers                              | US-amerikanische Schauspielerin                                                                          | 83    |       |
| 22. Juni | Albert Venohr                             | deutscher Schauspieler                                                                                   | 76    |       |
| 24. Juni | Erra Bognar                               | deutsche Schauspielerin                                                                                  | 91    |       |
| 24. Juni | Kurt Caro                                 | deutscher Publizist                                                                                      | 73    |       |
| 24. Juni | Wils Ebert                                | deutscher Architekt und Stadtplaner                                                                      | 70    |       |
| 24. Juni | Werner Illing                             | deutscher Schriftsteller, Drehbuchautor und Regisseur                                                    | 84    |       |
| 24. Juni | István Örkény                             | ungarischer Schriftsteller und Dramatiker                                                                | 67    |       |
| 24. Juni | Lessing Julius Rosenwald                  | US-amerikanischer Geschäftsmann, Bibliophiler und Mäzen                                                  | 88    |       |
| 24. Juni | Fritz Müller                              | deutscher Dirigent                                                                                       | 73    |       |
| 24. Juni | Willi Teichmann                           | deutscher Filmproduktionsleiter                                                                          | 63    |       |
| 25. Juni | Ewa Bandrowska-Turska                     | polnische Sängerin und Musikpädagogin                                                                    | 85    |       |
| 25. Juni | Dave Fleischer                            | US-amerikanischer Produzent, Regisseur und Animator                                                      | 84    |       |
| 25. Juni | Philippe Halsman                          | lettisch-französisch-amerikanischer Porträt-Fotograf                                                     | 73    |       |
| 25. Juni | Erich Landgrebe                           | österreichischer Schriftsteller und Maler                                                                | 71    |       |
| 25. Juni | Jörg Martin                               | deutscher Fußballspieler                                                                                 | 24    |       |
| 25. Juni | J. Millard Tawes                          | US-amerikanischer Politiker, Gouverneur von Maryland                                                     | 85    |       |
| 26. Juni | Fred Akuffo                               | ghanaischer Politiker, Staatschef von Ghana (1978–1979)                                                  | 42    |       |
| 26. Juni | Afrânio da Costa                          | brasilianischer Sportschütze                                                                             | 87    |       |
| 26. Juni | Roger Felli                               | ghanaischer Militär, Politiker und ehemaliger Außenminister Ghanas                                       | 38    |       |
| 26. Juni | Arno Halusa                               | österreichischer Jurist, Beamter und Diplomat                                                            | 67    |       |
| 26. Juni | Robert Kotei                              | ghanaischer Hochspringer, Soldat und Politiker                                                           |       |       |
| 26. Juni | Luise Meier                               | deutsche Hausfrau, die etwa 30 jüdische Mitbürger vor der Verfolgung bewahrte                            | 94    |       |
| 26. Juni | Franz-Josef Röder                         | deutscher Politiker, MdL, MdB, Ministerpräsident des Saarlandes (1959–1979)                              | 69    |       |
| 26. Juni | Franz Vogelsang                           | deutscher Politiker während des Nationalsozialismus und Regierungspräsident in Aachen                    | 79    |       |
| 26. Juni | Herbert Wendt                             | deutscher Schriftsteller                                                                                 | 65    |       |
| 27. Juni | Alan C. Burton                            | kanadischer Biophysiker                                                                                  | 75    |       |
| 27. Juni | Herbert Goltzen                           | deutscher evangelischer Pfarrer und Mitinitiator des Pfarrernotbundes                                    | 74    |       |
| 27. Juni | Wilhelm Schäringer                        | österreichischer Politiker und Markscheider                                                              | 81    |       |
| 27. Juni | Heinrich Wallbruch                        | deutscher Politiker, MdL                                                                                 | 74    |       |
| 28. Juni | Paul Dessau                               | deutscher Komponist und Dirigent                                                                         | 84    |       |
| 28. Juni | Götz Harbsmeier                           | deutscher Ordensgeistlicher, evangelischer Theologe und Abt des Klosters Bursfelde                       | 68    |       |
| 28. Juni | Edgar Hayes                               | US-amerikanischer Jazzpianist                                                                            | 75    |       |
| 28. Juni | Franz Marek                               | österreichischer kommunistischer Politiker                                                               | 66    |       |
| 28. Juni | Sepp Parzinger                            | deutscher Politiker (BP), MdB                                                                            | 68    |       |
| 28. Juni | Natan Rachlin                             | ukrainischer Dirigent                                                                                    | 73    |       |
| 28. Juni | Richard Schenck                           | deutscher Volkswirt und Politiker, MdL                                                                   | 78    |       |
| 28. Juni | Stuart Schulberg                          | US-amerikanischer Drehbuchautor und Filmproduzent                                                        | 56    |       |
| 29. Juni | Kate Beath                                | neuseeländische Aquarellistin und ein der ersten Architektinnen im Land                                  | 96    |       |
| 29. Juni | Lowell George                             | US-amerikanischer Musiker                                                                                | 34    |       |
| 29. Juni | Freddie de Guingand                       | britischer Generalmajor, Industriemanager                                                                | 79    |       |
| 29. Juni | Kurt Marode                               | deutscher Politiker, MdA                                                                                 | 69    |       |
| 29. Juni | Vilho Niittymaa                           | finnischer Leichtathlet                                                                                  | 82    |       |
| 29. Juni | Blas de Otero                             | spanischer Lyriker                                                                                       | 63    |       |
| 29. Juni | Franz Weiß                                | deutscher Politiker (BP, CSU)                                                                            | 78    |       |
| 30. Juni | William B. Franke                         | US-amerikanischer Politiker                                                                              | 85    |       |
| 30. Juni | Hugh Garner                               | kanadischer Schriftsteller                                                                               | 66    |       |
| 30. Juni | Carl Leavitt Hubbs                        | US-amerikanischer Ichthyologe                                                                            | 84    |       |
| 30. Juni | Paul Günter Krohn                         | deutscher Literaturwissenschaftler und Lyriker                                                           | 50    |       |
| 30. Juni | Martha Schlinkert                         | deutsche Kinderbuchautorin                                                                               | 66    |       |
| 30. Juni | Günter Schöllkopf                         | deutscher Zeichner, Grafiker und Maler                                                                   | 44    |       |
| 30. Juni | Giuseppe Spataro                          | italienischer Politiker (PPI, DC), Mitglied der Camera dei deputati                                      | 82    |       |
| 30. Juni | Chris Taylor                              | US-amerikanischer Ringer                                                                                 | 29    |       |
| Juni     | Sandro Giglio                             | italienischer Schauspieler                                                                               | 79    |       |
| Juni     | Erika Körner                              | deutsch-österreichische Schauspielerin und Sängerin                                                      | 77    |       |
| Juni     | Fritz Neugass                             | deutscher Kunstkritiker und Fotograf                                                                     | 80    |       |